# Burmagomphus inscriptus
Burmagomphus inscriptus är en trollsländeart som först beskrevs av Selys 1878.  Burmagomphus inscriptus ingår i släktet Burmagomphus och familjen flodtrollsländor. Inga underarter finns listade i Catalogue of Life.